# Comme un avion (film, 2002)
Pour les articles homonymes, voir Comme un avion.
Pour plus de détails, voir Fiche technique et Distribution.
Comme un avion est un film français réalisé par Marie-France Pisier et sorti en 2002.

## Synopsis
À Paris, Guillaume et Lola, frère et sœur très unis, attendent impatiemment le retour de leur mère adorée Claire, veuve, et séjournant en Italie depuis de nombreuses semaines. 
Lola, 25 ans et divorcée, travaille dans une petite entreprise tout en préparant sa thèse de droit tandis que Guillaume, 16 ans, est un lycéen qui cherche ses repères. 
Lorsque Claire revient, elle avoue à ses enfants chéris, et avec beaucoup de difficultés, n'être jamais allée en Italie, mais avoir subi une ablation mammaire totale à la suite d'un cancer maintenant guéri. Cette révélation a pour effet de choquer Lola qui s'immerge dans ses études en même temps qu'elle trouve le réconfort auprès de nouvelles relations, ce qui l'amène à passer sa thèse avec succès. Quant à Guillaume, il trouve l'affection auprès d'une fille de sa classe. 
Claire, voyant à présent Lola et Guillaume entourés et épanouis, se suicide après avoir feint de surmonter courageusement l'épreuve de la maladie pour cacher son désarroi à ses enfants.     

## Fiche technique
- Titre original : Comme un avion
- Titre de travail : Une clé de chez elle
- Réalisation : Marie-France Pisier
- Scénario : Pascal Bonitzer, Marie-France Pisier
- Dialogues : Marie-France Pisier
- Assistant-réalisation : Frédéric Goupil
- Musique : CharlÉlie Couture
- Photographie : Sabine Lancelin
- Son : Anne Le Campion, Régis Leroux, Corinne Rozenberg
- Montage : Catherine Quesemand
- Décors : Brigitte Brassart
- Costumes : Éve-Marie Arnault
- Pays d'origine :  France
- Tournage :
  - Langue : français
  - Extérieurs : Paris
- Année de production : 2001
- Producteur : Guy Marignane
- Sociétés de production : France 3 Cinéma, GMT Productions, Léo & Compagnie
- Société de distribution : Rezo Films
- Format : couleur — 35 mm — 1.66:1 — son Dolby SR
- Genre : comédie dramatique[1]
- Durée : 100 minutes
- Date de sortie :  23 janvier 2002
- Mention CNC : tout public (visa no 101055 délivré le 17 janvier 2002)

## Distribution
- Bérénice Bejo : Lola
- Marie-France Pisier : Claire
- Clément Van Den Bergh : Guillaume
- Laurence Côte : Corinne
- Samuel Labarthe : Simon
- Guillaume Depardieu : Pierre Sako
- Téo Saavedra : Téo
- Mélanie Bernier : Constance
- Gladys Cohen : Bella
- Rachida Brakni : Ourdia
- László Szabó : Jean, le taxi
- Sophie Artur : Lucienne
- Claire Laroche : Marie